# 2,2-二溴丙烷
2,2-二溴丙烷是一种有机化合物，化学式为C
3H
6Br
2。它可由2-溴-2-甲基丙酰胺和次溴酸钠的霍夫曼降解反应得到。它也可由2,2-二甲基-1,3-苯并二𫫇唑、乙酸酐和溴化镁反应制得。